# Vintilă Cossini
Vintilă Cossini (Konstanca, 1913. november 21. – 2000. június 24.) román válogatott labdarúgó, fedezet.

## Pályafutása
1927-ben kezdte a labdarúgást a Tricolor Constanța csapatában, ahol 1932-ben mutatkozott be az első csapatban. 1933-ban a Rapid București csapatához igazolt, ahol 1941-ben hagyta abba az aktív labdarúgást.
1935 és 1941 között 25 alkalommal szerepelt a román válogatottban. Tagja volt a franciaországi világbajnokságon részt vevő csapatnak.

## Sikerei, díjai
Románia
- Balkán-bajnokság
  - győztes: 1936

 Rapid București
- Román kupa (Cupa României)
  - győztes: 1935, 1937, 1938, 1939, 1940, 1941

## Statisztika

### Mérkőzései a román válogatottban
| Románia | Románia              | Románia                     | Románia       | Románia  | Románia       | Románia                | Románia | Románia |
| #       | Dátum                | Helyszín                    | Hazai         | Eredmény | Vendég        | Kiírás                 | Gólok   | Esemény |
| ------- | -------------------- | --------------------------- | ------------- | -------- | ------------- | ---------------------- | ------- | ------- |
| 1.      | 1935. június 17.     | Szófia, Junak Stadion (BUL) | Jugoszlávia   | 2 – 0    | Románia       | Balkán-kupa            | -       |         |
| 2.      | 1935. június 24.     | Szófia (BUL)                | Románia       | 2 – 2    | Görögország   | Balkán-kupa            | -       |         |
| 3.      | 1936. május 10.      | Bukarest                    | Románia       | 3 – 2    | Jugoszlávia   | II. Károly király-kupa | -       |         |
| 4.      | 1936. május 17.      | Bukarest                    | Románia       | 5 – 2    | Görögország   | Balkán-kupa            | -       |         |
| 5.      | 1936. május 24.      | Bukarest                    | Románia       | 4 – 1    | Bulgária      | Balkán-kupa            | -       |         |
| 6.      | 1936. október 4.     | Bukarest                    | Románia       | 1 – 2    | Magyarország  | barátságos             | -       |         |
| 7.      | 1937. április 18.    | Bukarest                    | Románia       | 1 – 1    | Csehszlovákia | Eduard Benes kupa      | -       |         |
| 8.      | 1937. június 10.     | Bukarest                    | Románia       | 2 – 1    | Belgium       | barátságos             | -       |         |
| 9.      | 1937. június 27.     | Bukarest                    | Románia       | 2 – 2    | Svédország    | barátságos             | -       |         |
| 10.     | 1937. július 5.      | Łódź                        | Lengyelország | 2 – 4    | Románia       | barátságos             | -       |         |
| 11.     | 1937. szeptember 6.  | Belgrád, BSK Stadion        | Jugoszlávia   | 2 – 1    | Románia       | barátságos             | -       |         |
| 12.     | 1938. május 8.       | Bukarest                    | Románia       | 0 – 1    | Jugoszlávia   | Eduard Benes kupa      | -       |         |
| 13.     | 1938. június 5.      | Toulouse (FRA)              | Kuba          | 3 – 3    | Románia       | vb-nyolcaddöntő        | -       |         |
| 14.     | 1938. szeptember 6.  | Belgrád                     | Jugoszlávia   | 1 – 1    | Románia       | Eduard Benes kupa      | -       |         |
| 15.     | 1938. szeptember 25. | Bukarest                    | Románia       | 1 – 4    | Németország   | barátságos             | -       |         |
| 16.     | 1938. december 4.    | Prága                       | Csehszlovákia | 6 – 2    | Románia       | Eduard Benes kupa      | -       |         |
| 17.     | 1939. május 7.       | Bukarest                    | Románia       | 1 – 0    | Jugoszlávia   | II. Károly király-kupa | -       |         |
| 18.     | 1939. május 18.      | Bukarest                    | Románia       | 4 – 0    | Lettország    | barátságos             | -       |         |
| 19.     | 1939. május 24.      | Bukarest                    | Románia       | 0 – 2    | Anglia        | barátságos             | -       |         |
| 20.     | 1939. június 11.     | Bukarest                    | Románia       | 0 – 1    | Olaszország   | barátságos             | -       |         |
| 21.     | 1939. október 22.    | Bukarest, ANEF-stadion      | Románia       | 1 – 1    | Magyarország  | barátságos             | -       |         |
| 22.     | 1940. március 31.    | Bukarest, ANEF-stadion      | Románia       | 3 – 3    | Jugoszlávia   | Duna-kupa              | -       |         |
| 23.     | 1940. április 14.    | Róma                        | Olaszország   | 2 – 1    | Románia       | barátságos             | -       |         |
| 24.     | 1940. május 19.      | Budapest, Üllői úti pálya   | Magyarország  | 2 – 0    | Románia       | barátságos             | -       |         |
| 25.     | 1941. június 1.      | Bukarest, ANEF-stadion      | Románia       | 1 – 4    | Németország   | barátságos             | -       |         |
|         | Összesen             |                             |               | 25       | mérkőzés      |                        | 0       | gól     |